# Carabiniere (cacciatorpediniere 1938)
Il Carabiniere è stato un cacciatorpediniere della Regia Marina e successivamente della Marina Militare Italiana.

## Propulsione
L'apparato motore, molto potente, era costituito da due gruppi turboriduttori tipo Belluzzo/Parsons alimentate da tre caldaie a tubi d'acqua tipo Yarrow, che scaricava la propria potenza su due eliche; sviluppava una potenza di 49000 cavalli e consentiva alla nave di raggiungere la velocità molto elevata di quasi 39 nodi, ma non aveva per contro un'elevata autonomia.

## Armamento
L'armamento principale era costituito da cinque cannoni Ansaldo da 120/50 mm, in due torrette binate, che, a partire dagli anni trenta, ha equipaggiato tutte le classi di cacciatorpediniere costruiti per la Regia Marina ed un cannone singolo montato in sostituzione dell'obice illuminante da 120/15 mm sulla tuga centrale, che era presente in tutte le unità della Iª serie.
L'armamento antiaereo era costituito da otto mitragliere da 20/65 mm Mod. 1935, in quattro impianti binati.
L'armamento silurante era costituito da sei tubi lanciasiluri da 533 mm in due impianti tripli, quello antisommergibile da due lanciabombe laterali, bombe di profondità e mine.

## Storia

### I primi anni e la seconda guerra mondiale
Le prove in mare durarono dal dicembre 1938 al gennaio 1939.

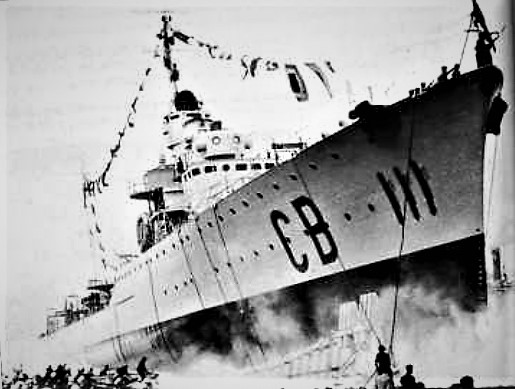
Il varo del Carabiniere

Dopo un breve periodo di assegnazione alla XIII Squadriglia Cacciatorpediniere nel 1939, all'inizio della seconda guerra mondiale era della XII Squadriglia Cacciatorpediniere, che comprendeva i gemelli Lanciere, Ascari e Corazziere. Comandante della nave era il capitano di fregata Alberto Battaglia.
L'11 giugno fu inviato in perlustrazione nel Canale di Sicilia insieme al resto della XII Squadriglia, alla XI Squadriglia Cacciatorpediniere (Artigliere, Aviere, Geniere, Camicia Nera), alla III Divisione (incrociatori pesanti Trento, Pola, Bolzano) ed alla VII (incrociatori leggeri Attendolo e Duca D'Aosta).
Il 7 luglio, alle 18.40, lasciò Augusta insieme alle unità sezionarie ed all'incrociatore pesante Pola, congiungendosi poi con il resto della II Squadra Navale (Divisioni incrociatori I, II, III e VII per un totale di 10 unità e squadriglie cacciatorpediniere IX, X, XI e XIII) che, dopo aver funto da forza di appoggio ad un'operazione di convogliamento per la Libia, si unì alla I Squadra e partecipò alla battaglia di Punta Stilo del 9 luglio: durante il ripiegamento della flotta italiana in tale scontro, la XII Squadriglia fu inviata, con le altre, al contrattacco silurante; il Carabiniere fu l'unica unità della sua squadriglia a non lanciare nemmeno un siluro.
Nella sera del 5 ottobre salpò da Taranto per scortare in Libia, insieme alle tre navi della XII Squadriglia, due trasporti (operazione «CV»), ma rientrò in porto in seguito all'avvistamento di navi da battaglia inglesi. Nel primo pomeriggio del 26 novembre salpò da Messina insieme a Lanciere ed Ascari ed alla III Divisione (incrociatori pesanti Trento, Trieste e Bolzano), unendosi poi al resto della squadra italiana che prese parte all'inconclusiva battaglia di capo Teulada: durante tale scontro, tra le 12.35 e le 12.41 del 27 novembre, il Lanciere fu immobilizzato da tre proiettili da 152 mm dell'incrociatore britannico Southampton; il Carabiniere assistette l’Ascari che aveva preso a rimorchio la nave danneggiata, che fu trainata a lento moto a Cagliari con la scorta della III Divisione.

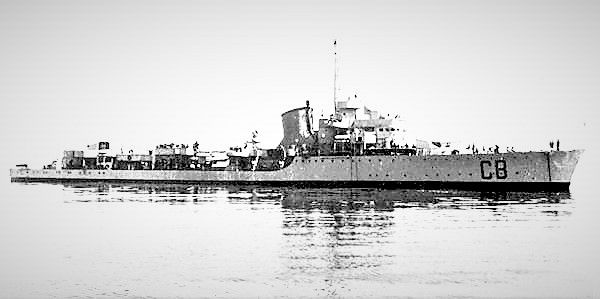
Il Carabiniere in servizio per la Regia Marina

Il 9 gennaio 1941 bombardò, insieme ai cacciatorpediniere Ascari, Folgore e Fulmine, le posizioni greche a Porto Palermo e Pinkerion.
Il 25 gennaio effettuò un altro bombardamento a Pinkerasi (Grecia) unitamente ad Ascari e Corazziere.
L'8 febbraio 1941 salpò da Messina insieme al Corazziere ed alla III Divisione incrociatori (Trento, Trieste, Bolzano, formazione che poi si congiunse alle corazzate Vittorio Veneto, Cesare e Doria ed alle Squadriglie Cacciatorpediniere X (Maestrale, Grecale, Libeccio, Scirocco) e XIII (Fuciliere, Granatiere, Bersagliere, Alpino) per intercettare la formazione britannica diretta a Genova per bombardare tale città, ma non riuscì né ad impedire il bombardamento, né ad individuare le navi inglesi.
Dal 12 al 13 marzo funse da scorta indiretta, unitamente a Corazziere, Aviere, alla torpediniera Dezza ed agli incrociatori Trento, Trieste e Bolzano, ad un convoglio (trasporti truppe Conte Rosso, Marco Polo e Victoria, cacciatorpediniere Folgore, Camicia Nera e Geniere) in rotta Napoli-Tripoli.
Alle 5.30 del 26 marzo 1941 salpò da Messina assieme a Corazziere ed Ascari ed alla III Divisione incrociatori (Trento, Trieste, Bolzano), che con varie altre unità – corazzata Vittorio Veneto, Divisioni incrociatori I (Zara, Pola, Fiume) e VIII (Garibaldi e Duca degli Abruzzi), Squadriglie cacciatorpediniere IX (Alfieri, Oriani, Gioberti, Carducci), XIII (Granatiere, Bersagliere, Fuciliere, Alpino), XVI (da Recco, Pessagno) – destinata a partecipare all'operazione «Gaudo», poi sfociata nella disastrosa battaglia di Capo Matapan, conclusasi con la perdita di tutta la I Divisione e dei cacciatorpediniere Alfieri e Carducci. Durante tale battaglia le navi della XII Squadriglia presero parte allo scontro di Gaudo e quindi scortarono gli incrociatori della III Divisione durante la ritirata italiana, difendendoli con il proprio fuoco contraereo.
Il 30 aprile 1941 appartenne alla scorta indiretta (con gli incrociatori pesanti Trieste e Bolzano, l'incrociatore leggero Eugenio di Savoia ed i cacciatorpediniere Gioberti ed Ascari) di un convoglio formato dai trasporti Birmania, Marburg, Reichenfels, Rialto e Kybfels in navigazione da Augusta e Messina per la Libia carichi di rifornimenti per l'Afrika Korps (la scorta diretta era costituita dai cacciatorpediniere Euro e Fulmine e dalle torpediniere Castore, Procione ed Orione); sebbene attaccato da aerei e sommergibili il 1º maggio, il convoglio non subì danni.
Il 25 giugno lasciò Messina e si aggregò alla scorta indiretta, formata dagli incrociatori Trieste e Gorizia e dai cacciatorpediniere Corazziere ed Ascari, ad un convoglio formato dai trasporti truppe Esperia, Marco Polo, Neptunia ed Oceania scortati dai cacciatorpediniere Aviere, Gioberti, Geniere e da Noli sulla rotta Napoli-Tripoli: dopo una sosta a Taranto il 27, le navi giunsero a destinazione il 29 giugno nonostante alcuni attacchi aerei (che procurarono lievi danni all’Esperia).
Dal 16 al 18 luglio fornì scorta indiretta, unitamente agli incrociatori Trieste e Bolzano ed ai cacciatorpediniere Ascari e Corazziere, ad un convoglio composto dai trasporti truppe Marco Polo, Neptunia ed Oceania in navigazione, con la scorta dei cacciatorpediniere Gioberti, Lanciere, Oriani, Geniere e della torpediniera Centauro, sulla rotta Taranto-Tripoli: tutte le navi giunsero a destinazione indenni, evitando anche un attacco del sommergibile HMS Unbeaten diretto contro l’Oceania.
Il 23 settembre posò un campo di mine a sudest di Malta insieme alle tre unità della XII Squadriglia, con la scorta di Aviere e Camicia Nera.
Il 24 settembre salpò da Palermo unitamente agli incrociatori leggeri Duca degli Abruzzi ed Attendolo, alla III Divisione (incrociatori pesanti Trento, Trieste e Gorizia), al resto della XII Squadriglia ed alla X Squadriglia cacciatorpediniere (Maestrale, Grecale e Scirocco) per intercettare un convoglio britannico, senza riuscirci.
Il 21 ottobre fu speronato dal piroscafo Monte Maggiore nel porto di Messina riportando danni all'opera morta, che furono tuttavia riparati in breve tempo.
Alle 8.10 del 21 novembre 1941 lasciò Napoli insieme a Camicia Nera, Aviere, Corazziere e Geniere ed agli incrociatori Garibaldi e Duca degli Abruzzi per fungere da scorta indiretta a due convogli per la Libia. L'operazione fallì in seguito ad attacchi aerei e subacquei (che danneggiarono gravemente il Duca degli Abruzzi e l'incrociatore pesante Trieste); il Carabiniere scortò il Duca degli Abruzzi nella navigazione di rientro a Messina; il 22, raggiunto il convoglio siciliano, proseguì per Reggio insieme al Corazziere ed al cacciatorpediniere Turbine.
Il 13 dicembre salpò da Taranto insieme ai cacciatorpediniere Corazziere e Geniere per aggregarsi alla forza di copertura dell'operazione «M 41» (tre convogli per la Libia composti da 6 mercantili, 5 cacciatorpediniere ed una torpediniera), che però fu funestata dagli attacchi sottomarini, che affondarono due trasporti (il Fabio Filzi ed il Carlo del Greco) e danneggiarono seriamente la corazzata Vittorio Veneto; il Carabiniere fu distaccato per scortare la Vittorio Veneto in rientro a Taranto, insieme ai cacciatorpediniere Vivaldi, Da Noli, Aviere, Geniere e Camicia Nera ed alle torpediniere Lince ed Aretusa.
Il 16-17 dicembre 1941 prese parte all'operazione di traffico per la Libia «M 42» come parte della scorta a distanza ed all'inconclusiva prima battaglia della Sirte.
In seguito allo scioglimento della XII Squadriglia Cacciatorpediniere, fu trasferito alla XIII.
Alle 18.50 del 3 gennaio 1942 salpò da Taranto unitamente ai cacciatorpediniere Ascari, Alpino, Aviere, Pigafetta, Geniere, da Noli e Camicia Nera, agli incrociatori pesanti Trento e Gorizia ed alle corazzate Littorio, Cesare e Doria per fornire scorta indiretta all'operazione «M 43» (tre convogli per la Libia con in mare complessivamente 6 mercantili, 6 cacciatorpediniere e 5 torpediniere): tutti i mercantili giunsero a destinazione il 5 gennaio ed alle 17 di quel giorno il gruppo «Littorio», Carabiniere compreso, rientrò a Taranto.
Il 22 gennaio fece parte – insieme agli incrociatori Attendolo, Duca degli Abruzzi e Montecuccoli ed ai cacciatorpediniere Bersagliere, Fuciliere ed Alpino – della forza per l'appoggio ravvicinato all'operazione «T. 18» (un convoglio formato dal trasporto truppe Victoria – partito da Taranto – e dai cargo Ravello, Monviso, Monginevro e Vettor Pisani – salpati da Messina –, con un carico di 15.000 tonnellate di materiali, 97 carri armati, 271 automezzi, 1467 uomini e la scorta dei cacciatorpediniere Vivaldi, Malocello, da Noli, Aviere, Geniere e Camicia Nera e delle torpediniere Orsa e Castore); il convoglio arrivò a Tripoli il 24, subendo però la perdita della Victoria, affondata da due attacchi di aerosiluranti.
A metà febbraio svolse una missione di ricerca nel bacino centrale del Mediterraneo, insieme alla III Divisione incrociatori ed al resto della XIII Squadriglia Cacciatorpediniere. Alle 13.45 del 16 febbraio, mentre tornava a Taranto da tale missione, fu avvistato dal sommergibile britannico P 36 che lo attaccò lanciando alcuni siluri: una delle armi centrò il Carabiniere sul lato di dritta asportandogli la prua. La nave riuscì tuttavia a restare a galla e, presa a rimorchio dapprima dalla vecchia torpediniera Dezza e poi dal rimorchiatore Instancabile, poté arrivare a Messina alle 8.30 del 17 febbraio.

In bacino a Messina dopo il siluramento

A Messina il Carabiniere ricevette una prua posticcia in modo da potersi trasferire autonomamente in un cantiere adatto alle riparazioni. Dopo aver verificato la buona riuscita del provvedimento, l'unità lasciò Messina il 3 aprile 1942 giungendo a Livorno, dopo una tappa a Napoli, l'11 aprile. Il Carabiniere ricevette quindi la prua di un'unità gemella in costruzione a Livorno, il Carrista. Oltre alle grandi riparazioni la nave fu sottoposta anche ad altri lavori che videro l'imbarco di due mitragliere da 20 mm, di un radar Ec3/ter «Gufo» e di 2 mitragliere Breda 37/54 mm (queste ultime al posto del complesso lanciasiluri poppiero).
Il 9 agosto 1943 salpò dalla Spezia con i cacciatorpediniere Gioberti e Mitragliere, di scorta alla VIII Divisione (incrociatori leggeri Garibaldi e Duca d'Aosta) diretta a Genova. Alle 18.24 la formazione fu avvistata al largo di Punta Mesco dal sommergibile britannico Simoon, che lanciò quattro siluri contro il Garibaldi; questi riuscì di evitarli con la manovra, e lo stesso fece il Carabiniere, mentre il Gioberti fu colpito ed affondò spezzato in due. Attaccò con bombe di profondità il Simoon, danneggiandolo.

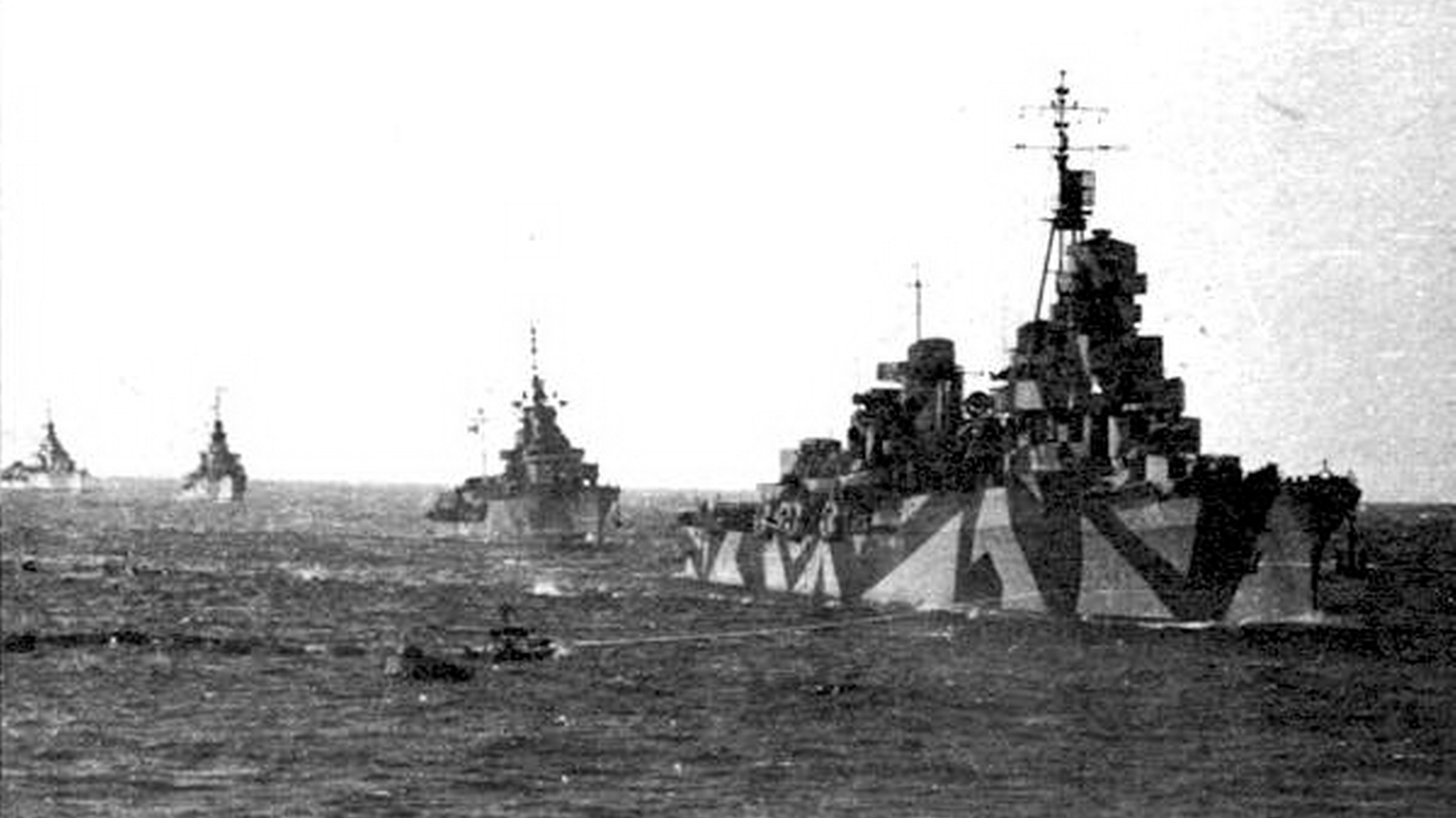
Regolo, Mitragliere, Fuciliere e Carabiniere in linea di fila al rientro a Taranto il 23 gennaio 1945. Il Carabiniere è la prima nave a sinistra

Alla proclamazione dell'armistizio, la nave salpò dalla Spezia con il resto della squadra navale (corazzate Italia, Vittorio Veneto e Roma, incrociatori leggeri Giuseppe Garibaldi, Attilio Regolo, Duca degli Abruzzi, Eugenio di Savoia, Duca d’Aosta, Montecuccoli, cacciatorpediniere Artigliere, Mitragliere, Legionario, Fuciliere, Velite, Grecale, Oriani) per consegnarsi agli Alleati a Malta. Alle 15.15 del 9 settembre, tuttavia, la formazione fu attaccata da bombardieri Dornier Do 217 tedeschi: dapprima fu leggermente danneggiata la corazzata Italia (da una bomba caduta vicino allo scafo), poi, alle 15.42, la corazzata Roma fu raggiunta da una bomba-razzo che, perforati tutti i ponti, scoppiò sotto la chiglia provocando gravi danni tra i quali una falla nello scafo, danni alle artiglierie contraeree e un locale macchine fuori uso (con riduzione della velocità a 16 nodi); dieci minuti più tardi la stessa nave fu centrata da una seconda bomba in corrispondenza di un deposito munizioni: devastata da una colossale deflagrazione, la Roma si capovolse ed affondò, spezzandosi in due, in 19 minuti, portando con sé 1393 uomini. Alle 16.07 la XII Squadriglia cui apparteneva il Carabiniere (comandato dal capitano di fregata Gian Maria Bongioanni) insieme a Mitragliere e Fuciliere, venne mandata a soccorrere la nave in affondamento; i tre cacciatorpediniere trassero in salvo in tutto 503 uomini, 112 dei quali dal Carabiniere (altri 119 furono salvati dall'incrociatore leggero Attilio Regolo e dalle torpediniere Orsa, Pegaso ed Impetuoso); il Carabiniere e le altre unità diressero quindi per Porto Mahon nelle Baleari, ove giunsero alle 8.30 sbarcando i naufraghi della Roma.
Il 10 settembre 1943 Mitragliere, Fuciliere, Carabiniere e Regolo vennero internati nella rada di Porto Mahon, ove rimasero sino al 15 gennaio 1945, quando poterono salpare per rientrare Italia (analoga sorte ebbe l’Orsa, mentre Pegaso ed Impetuoso preferirono autoaffondarsi): dopo una sosta ad Algeri, giunsero a Taranto il 21 gennaio.
Nel corso del conflitto contro gli Alleati il Carabiniere aveva preso parte a 161 missioni (11 di ricognizione e scorta, una di posa mine, 6 di caccia antisommergibile, 2 di bombardamento controcosta, 5 di trasporto, 42 di scorta convogli, 42 di trasferimento, 34 addestrative e 18 di altro tipo) percorrendo complessivamente 53.710 miglia e trascorrendo 375 giorni ai lavori.
Dopo il rientro in Italia, da gennaio a maggio 1945, la nave svolse sei missioni, tre addestrative e tre di trasferimento, percorrendo 2321 miglia.
Successivamente la nave ricevette l'ordine di portarsi a Ceylon, salpando da Taranto l'8 maggio (dopo aver subito alcuni lavori, tra i quali la sostituzione del radar italiano «Gufo» con un modello britannico «Type 291», nonché una riverniciatura mimetica uguale a quella adottata dalle navi britanniche) al comando del capitano di corvetta Fabio Tani che il 25 aprile 1945 ne aveva assunto il comando, e giungendo a Colombo il 31 maggio, dopo una difficoltosa navigazione (l'unità non era infatti stata progettata per navigare nell'oceano, né l'equipaggio aveva esperienza al riguardo), per cooperare con gli alleati nelle operazioni contro il Giappone, cui l'Italia aveva dichiarato guerra il 15 luglio 1945.
Al Carabiniere (che aveva preso base a Trincomalee, sulla costa est di Ceylon) venne assegnato il compito di scortare le navi inglesi (soprattutto portaerei) e di recuperare gli equipaggi dei velivoli precipitati, effettuando 38 missioni in tre mesi d'attività, sino al 4 agosto 1945.. Terminate le ostilità i militari italiani si presentarono al comando di Ceylon per accomiatarsi dagli alleati britannici di cui si erano guadagnati stima e rispetto. L'ammiraglio Power comandante della Eastern Fleet, intendendo sottolineare con un premio l'operato italiano, non potendo conferire ai militari italiani decorazioni militari, decise di offrire al comandante Tani un orologio d'oro con 38 rubini, uno per ogni missione compiuta con i britannici. Il comandante Tani rifiutò con garbo il dono e chiese in cambio la liberazione di 38 prigionieri italiani, uno per rubino. Il Comandante Tani rientrò in patria con 38 uomini liberati dai campi di prigionia di Ceylon e lui affidati.

### Comandanti
Capitano di fregata Nicola Bedeschi (nato ad Ancona il 31 luglio 1900) (12 gennaio 1939 - 10 gennaio 1940)
Capitano di fregata Alberto Battaglia (nato a Poggio Mirteto il 25 aprile 1900) (11 gennaio - ottobre 1940)
Capitano di fregata Mario Panzani (nato a Livorno il 22 marzo 1899) (ottobre 1940 - marzo 1941)
Capitano di fregata Giacomo Sicco (nato a Torino il 19 marzo 1900) (marzo 1941 - giugno 1942)
Capitano di fregata Ugo Avelardi (nato a Livorno il 4 aprile 1901) (luglio 1942 - marzo 1943)
Capitano di fregata Gian Maria Bongioanni (nato ad Alcamo il 19 marzo 1904) (1943)

### Il servizio nella Marina Militare Italiana
In base alle clausole del trattato di pace, delle unità della classe Soldati sopravvissute al secondo conflitto mondiale Granatiere e Carabiniere entrarono a far parte della Marina Militare Italiana.
In seguito all'entrata dell'Italia nella NATO nel marzo 1953 ebbe come nuovo distintivo ottico D 551 in sostituzione della vecchia sigla identificativa CB che fino ad allora lo aveva contraddistinto.

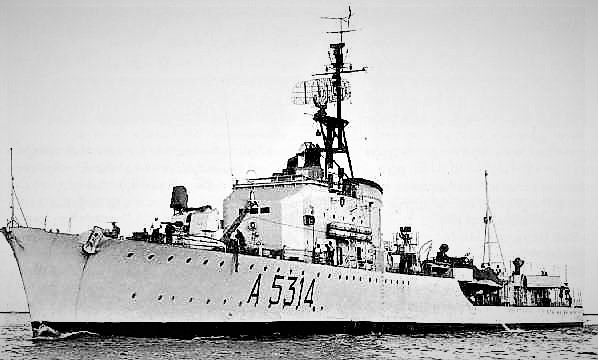
Il Carabiniere dopo la riconversione in nave esperienza

La nave a partire dal mese di febbraio del 1953 venne sottoposta a lavori di riammodernamento che vennero effettuati presso l'arsenale di Taranto e si conclusero oltre due anni dopo nell'aprile del 1955. Al termine di tali lavori l'aspetto dell'unità risultò notevolmente modificato, con l'allungamento verso poppa del castello e corrispondente innalzamento della murata, ma soprattutto per la nuova struttura che comprendeva la plancia comando, la direzione del tiro delle artiglierie e la C.O.C. (Centrale Operativa di Combattimento) simile alle C.I.C. (Central Information Combat) delle unità navali americane, nella quale confluivano le informazioni che provenivano da tutti i sensori  (radar,  ecogoniometro...) della nave.
L'armamento principale vide la rimozione di una delle due torri binate da 120/50 mm e venne riconfigurato in tre cannoni da 120/50 mm in due impianti scudati, uno singolo sul castello ed uno binato sulla tuga poppiera, la rimozione di tutto l'armamento antiaereo sostituito da sei mitragliere da 40/56 mm Bofors MK 1 in tre complessi binati a poppavia del fumaiolo e sulla tuga in posizione centrale, mentre l'armamento antisommergibile consisteva in due lanciabombe mod. “M” a poppavia dell'albero poppiero e due tramogge poppiere di tipo tedesco da 4 b.t.g ciascuna.
Per quanto riguarda l'elettronica la nave venne equipaggiata con un ecogoniometro  tipo  “QGB”,  americano, un radar per la navigazione e la scoperta di superficie e un radar per la scoperta aeronavale tipo “AN/SPS 6”.
Nella sua nuova configurazione la nave svolse attività di squadra fino al 1958, quando passò in riserva, per essere poi riarmata come unità per sperimentare nuove armi ed apparecchiature allo studio di Mariperman La Spezia.

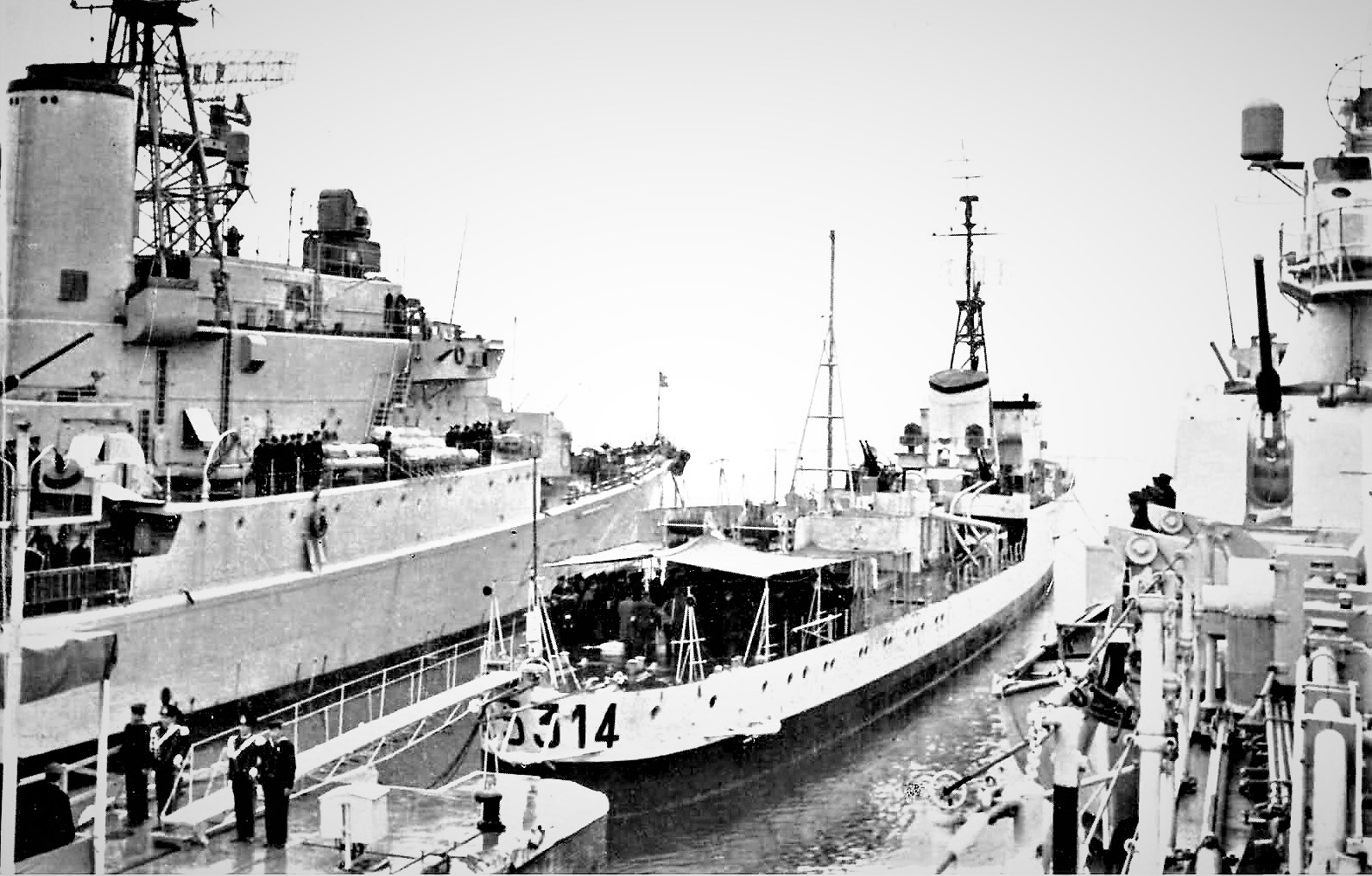
L’ultimo ammainabandiera del Carabiniere

A partire dal 1º dicembre 1960 il Carabiniere venne nuovamente riclassificato ed utilizzato come «Nave Esperienza», con il nuovo distintivo ottico A 5314. Nel 1964 l'unità fu messa in riserva e la sera del 14 gennaio 1965 fu posta in disarmo con la cerimonia dell'ultimo ammainabandiera svolta sulle banchine del porto della Spezia ormeggiato tra i cacciatorpediniere Intrepido ed Impavido.
Durante il periodo in cui venne utilizzata come Nave Esperienze sull'unità venne a lungo testato il cannone OTO Melara da 76/62 mm tipo MMI, che avrebbe trovato posto nel corso degli anni sessanta sulle principali unità della squadra, come le fregate classe Bergamini e classe Alpino, gli incrociatori lanciamissili classe Doria e l'incrociatore portaelicotteri Vittorio Veneto e sarebbe stato rimpiazzato il decennio successivo dal 76/62 Compatto con l'entrata in servizio dei cacciatorpediniere classe Audace.

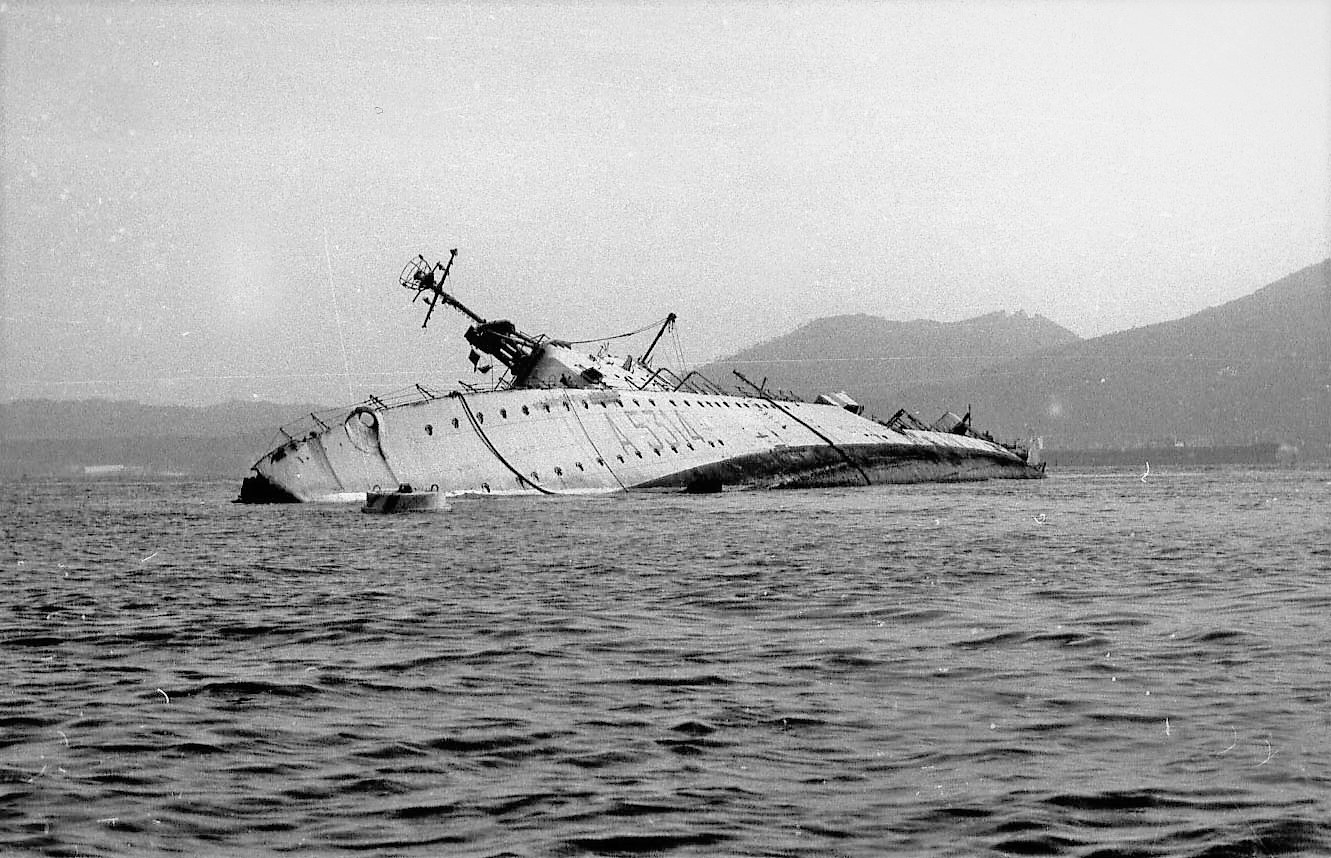
Il Carabiniere affondato nel 1978

Dopo il disarmo il Carabiniere venne usato come bersaglio per gli Incursori al Varignano sino ai primi anni settanta, quando fu sostituito in tale compito dalla fregata Altair, quando la galleggiabilità divenne precaria, e venne trasferita e ormeggiata nella zona della Diga della Varicella in attesa della demolizione.  Nel marzo del 1978 venne venduta per la demolizione ad un cantiere di Ortona; appena iniziato il rimorchio per il trasferimento al cantiere, a causa del mare mosso e delle numerose falle che nel frattempo si erano aperte, iniziò ad imbarcare acqua poco al di fuori della diga foranea della Spezia; si tentò di rimorchiarla nuovamente verso la riva, ma si abbatté sul fianco di dritta ed affondò su basso fondale, restando comunque per la maggior parte emergente.
Dopo essere stato recuperato, nei mesi successivi all'affondamento, il relitto del Carabiniere venne demolito in un cantiere spezzino.

## Nome
Il suo nome, in onore dell'Arma dei Carabinieri, è stato ereditato da un precedente cacciatorpediniere varato nel 1909 e tramandato dapprima ad una fregata della classe Alpino che, entrata in servizio nel 1968, è stata utilizzata anche questa, a partire dal 1993, come il suo predecessore, nel compito di Nave Esperienza ed ha fatto il suo ultimo ammaina bandiera presso l'Arsenale di La Spezia il 19 novembre 2008, e poi all'attuale fregata multiruolo Carabiniere (F 593) consegnata alla Marina Militare il 28 aprile 2015.